# Acoustical Society of America
Die Acoustical Society of America (ASA) ist die 1929 gegründete US-amerikanische Gesellschaft für Akustik, wobei darunter die Disziplin in ihrem weitesten Sinn verstanden wird, sowohl Physikalische, Technische als auch Medizinische Akustik und weitere Anwendungsfelder etwa in der Psychologie oder Geophysik. 2010 zählte sie rund 7000 Mitglieder in den USA und darüber hinaus. Ihr Sitz ist in Melville (New York). Zweimal im Jahr, im Frühjahr und Herbst, veranstaltet sie ein Treffen.
Unter den von ihr herausgegebene Zeitschriften ist vor allem das seit 1929 bestehende Journal of the Acoustical Society of America zu nennen.
Seit 1954 verleiht sie eine Goldmedaille, die bis 1980 alle zwei Jahre und danach jährlich verliehen wurde, den R. Bruce Lindsay Award, der seit 1942 alle zwei Jahre für Nachwuchswissenschaftler (Mitglieder der ASA) vergeben wird, den Wallace Clement Sabine Award (seit 1957) für Leistungen in der Anwendung der Akustik in der Architektur, die Pioneers of Underwater Acoustics Medal, die Trent-Crede-Medal für Leistungen auf dem Gebiet mechanischer Schwingungen und Stöße, die von Bekesy Medaille (bis 2010 nur viermal vergeben für bedeutende Leistungen auf dem Arbeitsgebiet von Georg von Békésy´s, der Mechanik des Gehörs), die A. B. Wood Medaille (seit 1970, an Nachwuchswissenschaftler in Anwendungen der Akustik vorzugsweise in der Ozeanographie) und verschiedene Silbermedaillen für Einzeldisziplinen der Akustik.